# 심정민
심정민(1975년 6월 6일 ~ )은 대한민국의 남자 성우다. 대원방송 성우극회 소속 2008년 대원방송 성우극회 공채 1기이자 최연장자로 입사했다.
2017년 이후로는 극회 홈페이지 내에서는 프로필이 삭제되었고 기존에 맡아왔던 배역들은 다른 후배로 교체되었으며 이후에는 성우 활동을 하고 있지 않아서 제명설이 돈 적이 있다. 2019년에 은퇴 사유가 밝혀지고 제명설은 루머로 밝혀졌다. 현재는 헬스 트레이너로 활동중이라서 은퇴하였다.

## 출연 작품

### 애니메이션
- SD건담 삼국전 - 관우 건담, 기령 해머해머 역
- Yes! 프리큐어5 - 무셔무셔 (코와이나) 역
- Yes! 프리큐어5 Go! Go! - 넘겨넘겨 (호시이나), 넙대 (야도칸) 역
- 강철의 연금술사 BROTHERHOOD - 슬로스 역
- 가면라이더 더블 - 홍경진 역
- 가면라이더 디케이드 - 잔키 역
- 가면라이더 키바 - 지로 / 가루루 역
- 극장판 도라에몽 - 2112년 도라에몽의 탄생 - 닥터 역
- 극장판 슬램덩크 (애니박스) - 하 감독 역
- 달의 요정 세일러문 (대원방송) - 제다이트 역
- 드래곤볼 카이 (애니원) - 내퍼 / 콜드 대왕 / 우마왕 역
- 디지몬 세이버즈 - 메르큐리몬, 이안 역
- 디지몬 크로스워즈 (챔프) - 아켈로몬 역
- 뚜루뚜루 룹디두 (챔프TV)
- 매일엄마 (SBS) - 아빠 역
- 블루 드래곤 : 천계의 7룡 - 해설, 바린코 역
- 빠뿌야 놀자 - 월터 역
- 빨간망토와 늑대 - 개구리 역
- 서몬마스터즈 블루드래곤 - 중대장 역
- 소년탐정 김전일 Original - 시라미내 / 지배인 / 미나미 야마 역
- 소울 이터 - 사신 역
- 신령사냥 (애니박스) - 요시야 역
- 완소! 퍼펙트 반장
- 우당탕탕 잉양요2 (챔프) - 요 역
- 울트라맨 가이아 - 츠즈미 역
- 유유백서 - 무장, 폭권, 닥터 이치가키
- 유희왕 5D's - 카이너 역
- 이누야샤 완결편 - 모료마루 역
- 절대가련 칠드런 - 머슬 오오카마 역
- 초성함대 세이저X - 샤크 대장 역
- 짜장소녀 뿌까 2기 - 호오 역
- 파워레인저 엔진포스 - 드러슈타인 역
- 파워레인저 미라클포스 - 천재남 박사 역
- 판도라 하츠 - 더그역
- 페어리 테일 - 렉서스 역
- 프레시 프리큐어! (대원방송) - 뫼비우스 / 왕대세 (와카바야시 마사야스) / 뺏어뺏어 (소레와타세) 역
- 헬보이 - 폭풍의 검
- 헬보이 - 아이언펀치
- 명탐정 코난 (애니맥스) - 주임 역
- 왕괴짜 돈만이 (챔프) - 장백호 역
- 바쿠만 (챔프) - 오가와 역
- 팬더와 친구들의 모험 (MOVIE) - 아빠 판다 역
- 시끌벅적 하우이와 벌거숭이들 (애니맥스) - 옥토
- 기동전사 건담 AGE (챔프) - 잔트

### 영화
- 극장판 디지몬 세이버즈 궁극파워! 버스트 모드 발동! - 알고몬
- 파워레인저 미라클포스 : 돌아온 파워레인저 미라클포스 - 천재남 박사 / 킹비비

### 방송
- 열린TV 시청자 세상 (SBS)
- 파워레인저 정글포스 - 라세츠
- 파워레인저 캡틴포스 - 다마라스

### 게임
- 던전 앤 파이터 - 돌격대장 란제루스
- 던전스트라이커 - 보스 몬스터, 대장장이 NPC
- 리그 오브 레전드 - 쉔, 올라프, 워윅
- 엘소드 - 벤더스, 베르드, 다파르
- 월드 오브 워크래프트
- 짱구는 못말려 (닌텐도)
- Gunz2 the Second Duel - 실드트루퍼 맥스, 론슨대령, 배틀 아나운스